# Motor ESL
El motor ESL es un motor V6 desarrollado conjuntamente por el Groupe PSA (Peugeot y Citroën) y Renault para reemplazar el obsoleto motor V6 PRV. Fue introducido en 1997 con el Peugeot 406 Coupé. Está diseñado y fabricado por la empresa «Française de Mécanique» para PSA y Renault. En PSA, el motor se conoce como motor ES, en Renault, el motor se conoce como motor L.
A diferencia del PRV V6, que era un motor de 90° porque se desarrolló a partir de un proyecto V8, el ES/L tiene un ángulo de 60°. Está construido completamente en aluminio y solo está disponible en formato DOHC de 24 válvulas. Su única versión, la ES9 (PSA) o L7X (Renault), tiene un desplazamiento de 2946 cm³, ligeramente menos que la variante de 3,0 L del PRV. El diámetro interior es de 87 mm y la carrera de 82,6 mm. También se planeó inicialmente una versión de 3,3 L, pero debido a la disminución de la demanda de motores de gasolina V6 en Europa y el cambio de Renault al V6 de Nissan después de su alianza con el fabricante de automóviles japonés, hizo que está idea nunca se llevara a cabo.
Inicialmente, el ESL produjo 143 kW (194 CV) de acuerdo con los límites de la categoría de seguros alemana y francesa vigentes en aquel momento para motores de menos de 3 litros (el BMW 2,8 y el Audi 2,8 produjeron la misma cifra, alrededor de 194 CV). Posteriormente Porsche reajustó la versión del motor de PSA introduciendo una distribución variable en los árboles de levas de admisión que varían entre 0 y 40 grados, mejorando el consumo de combustible y la flexibilidad a bajas revoluciones del motor. Esta versión apareció por primera vez en el Peugeot 607 y en el Citroën C5. Esta versión, llamada ES9 J4S, alcanza 152 kW (207 CV). En 2005, PSA mejoró ligeramente la potencia a 155 kW (211 CV). Esta versión no la usa Renault, que ahora se centra en el V6 desarrollado por Nissan.
En 2000, Tom Walkinshaw Racing creó una versión de competición para su uso en el Renault Clio V6. Podría alcanzar un máximo de 206 kW (280 CV) en el ajuste de carrera, con una versión desafinada a 169 kW (230 CV) para el coche de carretera. La potencia de la versión de carretera fue mejorada a 187 kW (254 CV) por Renault Sport en 2004.
El ESL V6 se ha utilizado en una variedad de automóviles de Citroën, Peugeot y Renault en los segmentos ejecutivo y de lujo, véase, Citroën XM, Citroën Xantia, Citroën C5, Citroën C8 y Citroën C6; el Peugeot 406, el 407, el 605 y el 607, y por parte de Renault, el Laguna I, Laguna II, Espace III, Avantime, el Safrane y el Clio V6. También fue modificado por Venturi con un turbo doble dando más de 300 CV en el último de sus automóviles, el Atlantique 300. A diferencia del PRV, el ESL no tenía mucha carrera en el automovilismo profesional, junto con el Renault Sport Clio V6 Eurocup el motor también fue utilizado por Courage en el C52 y C60, como un motor biturbo de 3,2 L, con una salida máxima de 650 CV. Los motores están construidos por Sodemo.
Con Renault cambiando al motor Nissan VQ de 3,5 L V6, PSA es el único usuario de la ES hasta 2010, cuando los requisitos de las regulaciones de emisiones Euro 5 comienzan, el motor ES9 ya no está disponible en Europa y fue reemplazado por un motor de 4 cilindros turboalimentado, el motor Prince.

## Versiones
El ESL tiene una cilindrada de 2946 cm³, con un diámetro de 87 mm y una carrera de 82,6 mm.
| Versión          | Código interno                            | Distribución       | Relación de compresión | Potencia máxima                 | Par motor         | Alimentación                        | Catalizador | Normativa de anticontaminación | Usos                                                                                                  |
| ---------------- | ----------------------------------------- | ------------------ | ---------------------- | ------------------------------- | ----------------- | ----------------------------------- | ----------- | ------------------------------ | --- |
| ES9 J4           | XFZ (PSA) / L7X 700/701/713/727 (Renault) | 24 válvulas (DOHC) | 10,5:1                 | 142 kW (190 CV) a 5500-5750 rpm | 267 Nm @ 4000 rpm | Inyección multipunto BOSCH MP 7.0   | Si          | Euro 2                         | Peugeot 406 Peugeot 605 Citroën Xantia Citroën XM Renault Laguna I Renault Espace III Renault Safrane |
| ES9 J4S          | XFX (PSA) / L7X (Renault)                 | 24 válvulas (DOHC) | 10,9:1                 | 152 kW (207 CV) a 6000 rpm      | 285 Nm @ 3750 rpm | Inyección multipunto BOSCH MP 7.4.6 | Si          | Euro 3                         | Peugeot 406 Peugeot 407 Peugeot 607 Peugeot 807 Citroën C5 Citroën C8 Renault Laguna II               |
| ES9 A            | XFV                                       | 24 válvulas (DOHC) | 10,9:1                 | 155 kW (211 CV) a 6000 rpm      | 290 Nm @ 3750 rpm | Inyección multipunto BOSCH MP 7.4.6 | Si          | Euro 4                         | Peugeot 407 Peugeot 607 Citroën C5 Citroën C6                                                         |
| V6 TWR           | L7X 760                                   | 24 válvulas (DOHC) | 11,4:1                 | 166 kW (226 CV) a 6000 rpm      | 300 Nm @ 3750 rpm | Inyección multipunto                | Si          | Euro 3                         | Renault Clio II V6                                                                                    |
| V6 Renault Sport | L7X 762                                   | 24 válvulas (DOHC) | 11,4:1                 | 187 kW (254 CV) a 7150 rpm      | 300 Nm @ 4650 rpm | Inyección multipunto                | Si          | Euro 3                         | Renault Clio II V6                                                                                    |

- Datos: Q1410922
- Multimedia: PSA ES engines / Q1410922